# Maltagorea fusicolor
Maltagorea fusicolor is een vlinder uit de familie nachtpauwogen (Saturniidae), onderfamilie Saturniinae.
De wetenschappelijke naam van de soort is voor het eerst geldig gepubliceerd door Paul Mabille in 1879. De soort komt voor in Madagaskar.